# Phyllanthus insulensis
Phyllanthus insulensis är en emblikaväxtart som beskrevs av Lucien Beille. Phyllanthus insulensis ingår i släktet Phyllanthus och familjen emblikaväxter.
Artens utbredningsområde är Vietnam. Inga underarter finns listade i Catalogue of Life.